# Ligne Fujisaki
La ligne Fujisaki (藤崎線, Fujisaki-sen) est une ligne ferroviaire située à Kumamoto, dans la préfecture de Kumamoto au Japon. Elle relie la gare de Kita-Kumamoto à celle de Fujisakigū-mae. La ligne est exploitée par la compagnie Kumamotodentetsu (Kumaden).

## Histoire
La ligne est ouverte en 1913.

## Caractéristiques

### Ligne
- Longueur : 2,3 km
- Écartement : 1 067 mm
- Alimentation : 600 V cc par caténaire
- Nombre de voies : voie unique

### Gares
La ligne comporte 3 gares.
| Numéro | Gare           | Nom japonais | Distance (km) | Correspondances                    | Localisation |
| ------ | -------------- | ------------ | ------------- | ---------------------------------- | ------------ |
| KD08   | Kita-Kumamoto  | 北熊本       | 3,4           | Kumaden : Kikuchi (interconnexion) |              |
| KD07   | Kurokamimachi  | 黒髪町       | 1,2           |                                    |              |
| KD06   | Fujisakigū-mae | 藤崎宮前     | 2,3           |                                    |              |